# Xeromphalina setulipes

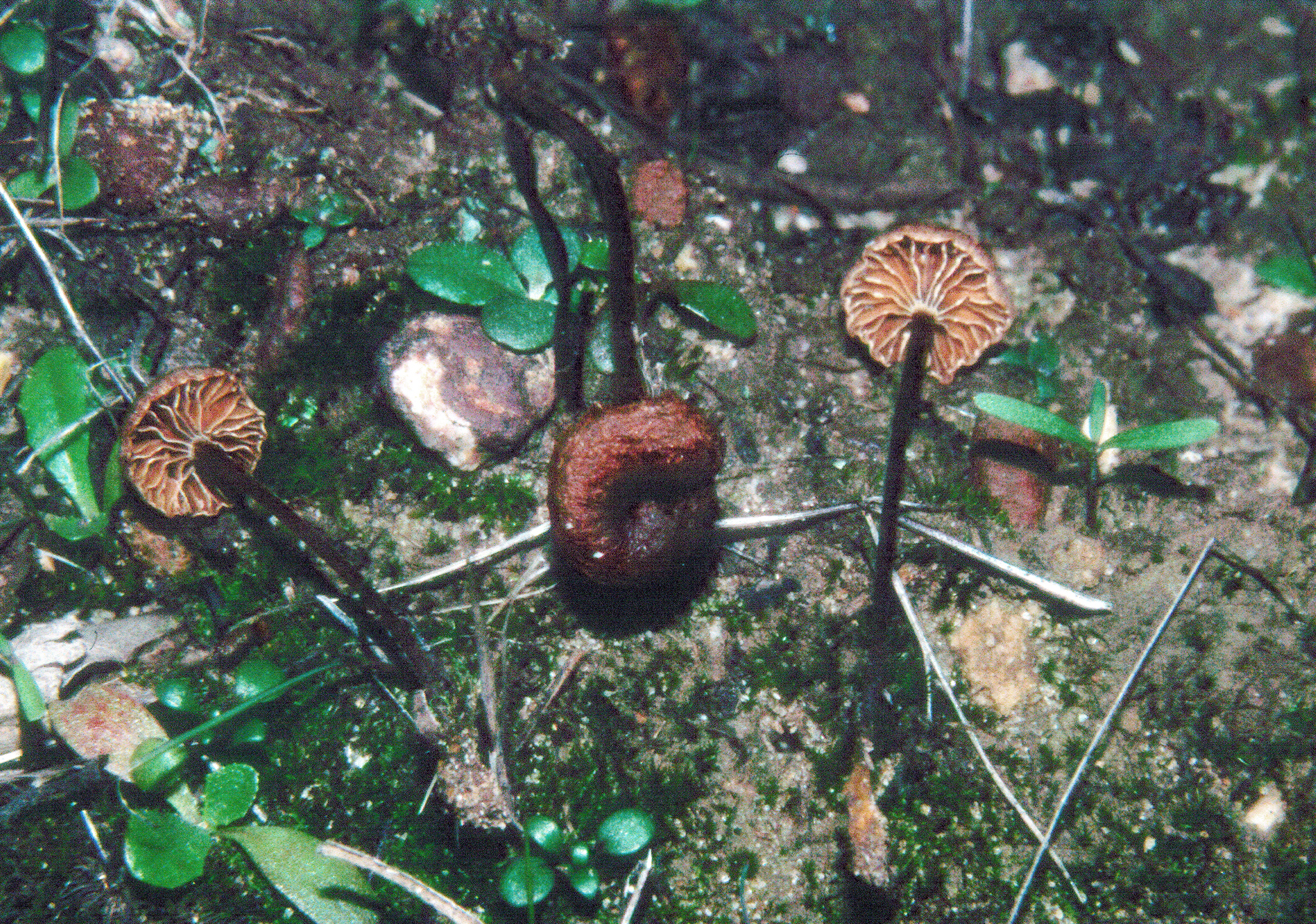
Xeromphalina setulipes

Xeromphalina setulipes es una especie de hongo perteneciente a la familia Mycenaceae.
Aunque recolectada por primera vez en 2005, no fue descrita y nombrada sino hasta 2010 por Fernando Esteve-Raventós y Gabriel Moreno. Se encuentra solamente en los bosques de roble de la Provincia de Ciudad Real, España. La especie produce setas con sombreros de color marrón rojizo oscuro de hasta 15 milímetros (0.59 pulgadas) de diámetro, tallos de color púrpura rojizo oscuro de hasta 45 milímetros (1,8 pulgadas) de altura y láminas con un arqueo distintivo y de color café. Existe evidencia de que los hongos crecen directamente en el suelo ácido del bosque junto a residuos, en el mes de noviembre.
Morfológicamente, el color oscuro de las láminas y del tallo, la carencia de un sabor fuerte, y el estado de los cistidios (células relativamente grandes presentes en las setas) son las características más distintivas de X. setulipes. Permiten que la especie se diferencie con facilidad de otras similares, incluidas X. cauticinalis y X. brunneola. Su ecología y hábitat también son peculiares, aunque no existe la suficiente certeza como para incluirlos como otras características que permitan su objetiva identificación. Dentro del género Xeromphalina, X. setulipes se clasifica en la sección Mutabiles, junto con varias otras especies. Está inclusive estrechamente relacionado con X. fraxinophila, X. cornui, X. campanelloides y X. cauticinalis, pero según Esteve-Raventós y su equipo de científicos, se requiere de análisis más profundos para juzgar con precisión las relaciones entre las distintas especies de Xeromphalina.